# Гринь, Сергей Михайлович
Серге́й Миха́йлович Гринь (27 декабря 1981, Киев) — украинский гребец, выступает за сборную Украины по академической гребле с начала 2000-х годов. Участник трёх летних Олимпийских игр, бронзовый призёр Игр в Афинах, чемпион Европы, серебряный и бронзовый призёр чемпионатов мира, многократный победитель и призёр этапов Кубка мира, регат национального значения. На соревнованиях представляет спортивный клуб «Динамо-Колос», заслуженный мастер спорта Украины.

## Биография
Сергей Гринь родился 27 декабря 1981 года в Киеве, Украинская ССР. Активно заниматься академической греблей начал в раннем детстве, проходил подготовку не гребной базе на Трухановом острове, позже состоял в киевском спортивном клубе «Динамо-Колос». В разное время тренировался под руководством таких специалистов как Михаил Лукьяненко,Вера Француз,Анатолий Шишканов, Дмитрий Краснобрижий, Виктор Потапенко, Владимир Опальник.
Первого серьёзного успеха добился в 1999 году, когда попал в юношескую сборную Украины и побывал на молодёжном чемпионате мира в болгарском Пловдиве, где занял четвёртое место в зачёте распашных безрульных четвёрок. На взрослом международном уровне дебютировал в сезоне 2002 года, на взрослом мировом первенстве в испанской Севилье показал в распашных восьмёрках с рулевым двенадцатый результат. Год спустя сменил амплуа, из распашных лодок пересел в парные четвёрки — на чемпионате мира в Милане финишировал в этой дисциплине тринадцатым. Благодаря череде удачных выступлений удостоился права защищать честь страны на летних Олимпийских играх 2004 года в Афинах, с четырёхместным экипажем, куда также вошли гребцы Олег Лыков, Леонид Шапошников и Сергей Билоущенко, завоевал бронзовую медаль, пропустив вперёд только команды из России и Чехии.
В 2005 году на чемпионате мира в японском Кайдзу в парных четвёрках Гринь занял десятое место, в следующем сезоне на мировом первенстве в Итоне выиграл серебряную медаль, ещё через год на первенстве мира в Мюнхене и первенстве Европы в Познани занял шестое и четвёртое места соответственно. Будучи одним из лидеров украинской национальной сборной, съездил на Олимпиаду 2008 года в Пекин, где с Олегом Лыковым, Сергеем Билоущенко и Владимиром Павловским пришёл к финишу восьмым. Также в этом олимпийском сезоне в четвёрках выиграл бронзу на чемпионате Европы в Афинах.
На чемпионате мира 2009 года в польской Познани Гринь выступал в парных одиночках и был лишь семнадцатым, зато на чемпионате Европы в белорусском Бресте обогнал в четвёрках всех соперников и получил медаль золотого достоинства. Год спустя выиграл бронзу на европейском чемпионате в португальском городе Монтемор-у-Велью, в то время как на чемпионате мира в Новой Зеландии закрыл десятку сильнейших. В 2011 году на чемпионате Европы в Пловдиве занял пятое место, при этом в зачёте чемпионата мира, прошедшего на Бледском озере в Словении, был одиннадцатым. Участвовал в Олимпийских играх 2012 года в Лондоне — с четырёхместным парным экипажем, куда также вошли гребцы Владимир Павловский, Константин Зайцев и Иван Довгодько, дошёл до утешительного финала «Б» и расположился в итоговом протоколе на девятой строке. Также в этом сезоне стал четвёртым в распашных рулевых восьмёрках на чемпионате Европы в Милане.
После трёх Олимпиад Сергей Гринь остался в основном составе украинской национальной сборной и продолжил принимать участие в крупнейших международных регатах. Так, в 2013 году он выступил на чемпионате Европы в Севилье, заняв в парных двойках десятое место. Год спустя соревновался на европейском первенстве в сербском Белграде, занял восьмое место в распашных восьмиместных экипажах с рулевым. За выдающиеся спортивные достижения удостоен почётного звания «Заслуженный мастер спорта Украины».